# 桂三金
桂 三金（かつら さんきん、1971年1月6日 - 2019年11月9日）は大阪府東大阪市出身の落語家。本名∶奥野 武志。吉本興業所属。上方落語協会会員。自称「落語界の橋田壽賀子」。

## 人物・略歴
明星高等学校卒業。マジシャンのミスタースキンは中学・高校の同級生。1993年に関西大学社会学部を卒業後、八光信用金庫（現在の大阪シティ信用金庫）に入庫、サラリーマン生活を送る。
中学校から大学まで落語研究会（落研）に所属していた。
1994年6月に桂三枝（現：六代桂文枝）に入門。高座名は、金融機関への勤務経験から。兄弟弟子の三扇、三若らとともに、落語家のユニット「落語Ｘ世代」を結成している。
肥満体の体型で知られ、身長は168cmながら体重は120kgを超えていた。
2019年11月第2週の天満天神繁昌亭昼席「落語家25周年記念ウイーク」期間中、同期噺家8名と共に出演中だったが、11月9日の朝に自宅で倒れ、大阪市内の病院に救急搬送されたが21時35分（JST）、脳幹出血のため逝去。48歳没。
最後の高座は、亡くなる前日の繁昌亭昼席に出演後、兵庫県明石市の「西明石浪漫笑」での「大・大阪辞典」（六代桂文枝作）であった。
死去から10日あまり後の11月20日、上方落語協会の第14回繁昌亭大賞に選ばれ、協会会長の笑福亭仁智は「審査会があと十数日早ければ、三金の耳に届いたのに…。大賞が取れたのは良かったが、残念」と惜しんだ。
2020年6月15日からの一週間は、天満天神繁昌亭昼席で「桂三金繁昌亭大賞受賞記念ウィーク」が開催予定であったが、新型コロナウイルス感染防止に伴う閉館のため中止となり、同年11月9日昼席に「繁昌亭大賞受賞記念寄席」が追善興行として開催された。
2020年10月15日（放送16日1:00）NHKラジオ深夜便「上方落語を楽しむ」で、くまざわあかねの解説で「お菊の皿」が放送された。
2024年6月3日～9日まで神戸・喜楽館昼席での「噺家芸歴三十周年ウィーク」の初日夜席に行われた「平成六年入門組 三十周年だよ！全員集合」チラシでは同期の仲間と共に三金の写真も掲載され、公演中は旭堂南湖が「桂三金物語」を演じた。
2025年7月26日、天満天神繁昌亭夜席で「三金・三弥七回忌追善一門会」が、六代文枝一門の出演により開催された。

### 芸風
古典落語の他、趣味であるゴスペル、ストリートダンスなどを生かした「ゴスペル落語」「ダンス落語」などの創作落語、コントなども演じる。創作落語では自身がモチーフになっている「奥野君の祭」「奥野君の選挙」「奥野君のコンパ」「奥野君の幽霊」などの奥野君シリーズがある。
また趣味であるプロレス観戦を通じて、プロレス好きの落語家を集め、出囃子をプロレス入場曲にするなどした主催の寄席や、実際のレスラーとも共演したコラボ寄席なども開催している。2019年11月末にはプロレス団体「DRAGON GATE」のレスラーと共演する「ドラゴンゲート寄席」が開催予定だったが、目前にして急死してしまった。
特技はバルーンアート。宝塚ファンの落語家が集まる「花詩歌タカラヅカ」公演にも毎回参加していた。芸名は「百貫 で舞（ももぬき でぶ)」。
またマツコ・デラックスに扮した「ミツコ・デラックス」という漫談芸がある。

## 受賞歴

結三柏は、桂文枝一門の定紋である。

- 2000年 「NHK新人演芸大賞」優秀新人賞
- 2004年 「第41回なにわ芸術祭」新人賞
- 2008年 「第3回繁昌亭大賞」創作賞
- 2019年 「第14回繁昌亭大賞」

## 弟子
- 桂 笑金

## 出演
- 痛快！明石家電視台「実際どうなん!?落語家夫婦」（2019年8月19日、MBSテレビ）[9]